# B11 (Jamaika)
Die B11 ist eine Sekundärstraße im Staat Jamaika. Die einspurige Straße ist mit einer Länge von circa 75 km die drittlängste Sekundärstraße der Insel. Sie führt von Falmouth, im Parish Trelawny an der nördlichen Küste, in östliche Richtung nach Golden Grove, im Parish Saint Ann.

## Verlauf
Die B11 beginnt an der Oyster Bay, im westlichen Stadtgebiet von Falmouth. Den Beginn bildet eine südlich verlaufende Abzweigung von der A1, die in Ost-West-Richtung verläuft. Die Höhe liegt dort bei 15 Meter über den Meeresspiegel. Bis zu der nächsten Ortschaft Daniels Town, die circa 3 Kilometer entfernt liegt, steigt die Höhe bis auf 195 Meter an. Nordwestlich verlaufend führt die Straße durch waldiges Gebiet. Die Höhe bleibt bei durchschnittlich 190 Meter bis zur nächsten Stadt Clark’s Town. Dort kreuzt sie sich an zwei Stellen mit der B10. Von Clark’s Town führt die B11 weiter in Richtung Osten. In der nächstgelegenen Ortschaft Jackson Town kreuzt sich die Straße mit der B5. In südöstliche Richtung verlaufend steigt die B11 in diesen Abschnitt bis auf 320 Meter über dem Meeresspiegel. Der kleine Ort Steward Town bildet die Grenze zwischen Trelawny und Saint Ann. Die nächst größte Stadt ist das Handelszentrum Brown’s Town. Dort verbindet sich die B11 auf ungefähr 1 Kilometer Länge mit der B3, bevor sie weiter in östliche Richtung verläuft. In Browns Town steigt die Straße auf bis zu 430 Meter an. Hinter der Stadtgrenze steigt die Straße weiterhin. Bis zur nächsten, ungefähr 2 Kilometer entfernten Ortschaft hebt sich das Gelände um weitere 90 Meter an, so dass die Höhe nun bei über 500 Meter über den Meeresspiegel liegt. In einer Höhe von circa 640 Meter liegt der Ort Bamboo. Von dort an fällt die Höhe stetig ab. Die B11 verläuft ungefähr 5 Kilometer in nordöstliche Richtung, bevor sie eine scharfe Kurve nach Süden macht. Von dort aus führt die Straße über Claremont nach Golden Grove, wo sie sich in 450 Meter über dem Meeresspiegel mit der A1 verbindet.